# L'Étang-Salé
L'Étang-Salé is een gemeente in Réunion en telt 13484 inwoners (2009). De oppervlakte bedraagt 38,65 km², de bevolkingsdichtheid is 349 inwoners per km².